# Call Me (canción de Blondie)
«Call Me» es una canción de la banda estadounidense de rock Blondie. Lanzado en 1980 Call Me encabezó las listas de sencillos tanto en los Estados Unidos como en el Reino Unido (donde se convirtió en su cuarto n.º 1). La canción fue el tema principal de la película American Gigolo, que supuso el lanzamiento como estrella de Richard Gere. 
Inicialmente, el productor europeo de música disco Giorgio Moroder pidió a Stevie Nicks y Fleetwood Mac ayuda para componer y cantar una canción para la banda sonora, pero ella se negó ya que un contrato firmado recientemente con la compañía Modern Records le impedía trabajar con Moroder. A raíz de esta negativa, Moroder recurrió a Debbie Harry y su grupo Blondie. Moroder presentó a Harry con una pista instrumental en bruto llamada Hombre-Máquina y pidió a Harry que escribiera la letra y la melodía, un proceso que tardó sólo unas pocas horas. La canción fue terminada y fue registrada por la banda, con producción de Moroder. El puente de la versión original en inglés también incluye a Harry diciendo "Call Me" en italiano ("Amore, chiamami") y francés ("Mon Cheri, appelle-moi").
En los EE. UU. la canción fue lanzada por tres compañías discográficas diferentes: la banda sonora fue lanzada por Polydor, la canción sola (en discos de formatos 7 y 12 pulgadas) fue lanzada por el sello Chrysalis Blondie, y una versión en español en 12 pulgadas con la etiqueta Records Salsoul. 
En 1988, una versión remezclada por Ben Liebrand se incluyó en el álbum de remixes Once more into the Bleach y se lanzó como sencillo en el Reino Unido. En 2001, la "versión larga original" apareció como una pista adicional en la reedición del álbum Autoamerican.
La versión en español, llamada Llámame, estaba destinada para el lanzamiento en España, Latinoamérica y México. Esta versión también fue lanzada en los EE. UU. y en el Reino Unido y debutó en un CD de las compañías Chrysalis/EMI: la compilación de rarezas Blonde and Beyond (1993). 
En 2010, la canción volvió a sonar gracias a una versión en estilo disco cantada a dúo por Samantha Fox y Sabrina Salerno.
La cantante del grupo de electro, hip hop y funky Black Eyed Peas, Fergie cantó en los Fashion Rocks del 2008 la canción Call Me con la misma Debbie Harry.

## Posicionamiento en listas y certificaciones
| Lista (1980)                          | Mejor posición |
| ------------------------------------- | -------------- |
| Alemania (Media Control AG)           | 14             |
| Australia (Kent Music Report)         | 4              |
| Austria (Ö3 Austria Top 40)           | 5              |
| Bélgica (Flandes) (Ultratop 50)       | 9              |
| Canadá (Canadian Singles Chart)       | 1              |
| Francia (SNEP)                        | 3              |
| Estados Unidos (Billboard Hot 100)    | 1              |
| Estados Unidos (Hot Dance Club Songs) | 2              |
| Irlanda (IRMA)                        | 2              |
| Italia (FIMI)                         | 13             |
| Noruega (VG-lista)                    | 2              |
| Nueva Zelanda (Recorded Music NZ)     | 6              |
| Países Bajos (Dutch Top 40)           | 9              |
| Reino Unido (UK Singles Chart)        | 1              |
| Suecia (Sverigetopplistan)            | 3              |
| Suiza (Schweizer Hitparade)           | 3              |

| País           | Organismo certificador | Certificación    | Ref.   |
| -------------- | ---------------------- | ---------------- | ------ |
| Canadá         | CRIA                   | Disco de Platino | [ 18 ] |
| Estados Unidos | RIAA                   | Disco de Oro     | [ 19 ] |
| Reino Unido    | BPI                    | Disco de Plata   | [ 20 ] |

## Versión de In This Moment
En 2009, In This Moment realizó una versión del tema que se incluyó en la edición especial de su segundo álbum de estudio The Dream, retitulado como The Dream the Ultra Violet Edition. Se publicó como sencillo en mayo de 2009 en formato sencillo en CD y descarga digital.

### Lista de canciones
1. «Call Me» (versión de Blondie) - 3:17
2. «A Dying Star» - 4:35
3. «Sailing Away» - 3:59

### Vídeo musical
El vídeo se rodó en el Reino Unido y se editó el 23 de junio de 2009. En él se puede ver a la banda tocando la canción con escenas que muestran a la vocalista Maria Brink acostada hablando por teléfono. Fue el último vídeo en el que apareció el bajista Jesse Landry antes de abandonar la banda.

### Créditos
- Maria Brink - Voz
- Chris Howorth - Guitarras
- Blake Bunzel - Guitarras
- Jesse Landry - Bajo
- Jeff Fabb - Batería